# Charles E. Whittaker
Charles E. Whittaker est un scénariste américain d'origine irlandaise, né le 31 mai 1877 à Dublin et mort le 4 janvier 1953 à Los Angeles.

## Filmographie
- 1917 : Fille d'Écosse (The Pride of the Clan) de Maurice Tourneur
- 1917 : La Casaque verte (The Whip) de Maurice Tourneur
- 1917 : La Flamme éternelle (The Undying Flame) de Maurice Tourneur
- 1917 : The Land of Promise
- 1917 : The Unforseen
- 1917 : Arms and the Girl
- 1917 : L'Exilée (Exile) de Maurice Tourneur
- 1917 : Âme de juge, cœur de père (The Law of the Land) de Maurice Tourneur
- 1918 : La Maison de verre (The House of Glass)
- 1918 : L'Éternelle Tentatrice (Woman) de Maurice Tourneur
- 1918 : Private Peat
- 1918 : On the Quiet de Chester Withey
- 1918 : Fedora
- 1918 : Her Final Reckoning
- 1918 : The Claw
- 1918 : Love's Conquest
- 1918 : Resurrection
- 1918 : La Tosca
- 1919 : Here Comes the Bride
- 1919 : Le Papillon brisé (The Broken Butterfly)
- 1919 : Le Voile de l'avenir (ou Les Trois Routes ; Eyes of Youth )
- 1919 : La Ligne de vie (The Life Line)
- 1919 : Fires of Faith
- 1919 : La Bruyère blanche (The White Heather)
- 1919 : Paid in Full
- 1920 : The Forbidden Woman
- 1920 : Les Compagnons de la nuit (Partners of the Night) de Paul Scardon
- 1920 : Billions de Ray C. Smallwood
- 1920 : Kismet de Louis J. Gasnier
- 1920 : Pour l'âme de Raphaël (For the Soul of Rafael) de Harry Garson
- 1920 : Mothers of Men
- 1921 : What Women Will Do
- 1921 : Room and Board
- 1922 : The Bond Boy d'Henry King
- 1923 : Backbone
- 1923 : Slave of Desire
- 1923 : Dans les laves du Vésuve (The White Sister) d'Henry King
- 1925 : The Devil's Cargo
- 1925 : The Wedding Song
- 1925 : Les Siens (His People) d'Edward Sloman
- 1925 : Déclassée
- 1925 : The Devil's Cargo
- 1926 : The Savage
- 1926 : Watch Your Wife
- 1926 : Under Western Skies
- 1927 : Les Noces d'argent (The Nest)
- 1928 : L'homme qui rit (The Man Who Laughs)
- 1928 : Huntingtower
- 1929 : Son dernier tango (The Way of Lost Souls)
- 1932 : A Woman Commands